# Saint-Vaury
 Saint-Vaury  es una localidad y comuna de Francia, en la región de Lemosín, departamento de Creuse, en el distrito de Guéret. Es la cabecera del cantón de su nombre, aunque Saint-Sulpice-le-Guérétois tiene más población.
Su población en el censo de 1999 era de 1.829 habitantes.
Está integrada en la Communauté de communes de Guéret-Saint-Vaury.

## Demografía
| 1 970 | 2 359 | 2 322 | 2 265 | 2 059 | 1 829 |
| Para los censos de 1962 a 1999 la población legal corresponde a la población sin duplicidades (Fuente: INSEE [Consultar]) |       |       |       |       |       |